# 黄花滩塔
黄花滩塔位于中国辽宁省朝阳市龙城区大平房镇黄花滩村，2013年被列为第七批全国重点文物保护单位。
黄花滩塔建在土阜之上，南临大凌河，正对辽代新建州城旧址，建于辽代。塔平面八角，密檐式，砖构，自下而上为塔基、基台、基座、密檐，塔刹已圮，残高32米。基台高2.9米，每面宽5.18米。基座分为上下两层，皆须弥座式，下层须弥座高0.8米，上层须弥座高0.72米。基座之上为13层密檐。